# Carausius mirabilis
Carausius mirabilis är en insektsart som först beskrevs av Brunner von Wattenwyl 1907.  Carausius mirabilis ingår i släktet Carausius och familjen Phasmatidae. Inga underarter finns listade.